# Acción Popular (España)
Acción Popular (AP) fue un partido político español confesional católico fundado recién proclamada la Segunda República con el nombre de Acción Nacional y que cambió de nombre un año después. Fue el núcleo aglutinante de la Confederación Española de Derechas Autónomas (CEDA). Aunque integrado en la CEDA, Acción Popular continuó existiendo como un partido autónomo hasta después del comienzo de la guerra civil española.

## Historia
Nació el 29 de abril de 1931 como una asociación para la «salvación político-social de España», de ahí el nombre inicial de Acción Nacional, que tuvo que cambiar en abril de 1932 por el de Acción Popular, a causa de una orden del Gobierno republicano-socialista de Manuel Azaña limitando el uso de la palabra «nacional». Su promotor fue Ángel Herrera Oria, director de El Debate, que pasó a ser el órgano oficial del partido. Surgió como un frente político para defender a la religión católica, a la propiedad y a la familia. En el primer capítulo de su reglamente se decía que tenía como objetivo «la propaganda y actuación política bajo el lema Religión, Familia, Orden, Trabajo y Propiedad». Su objetivo era pues la defensa de los derechos de la Iglesia y del orden social.
En principio convivieron en su seno tanto los católicos «accidentalistas» que estaban dispuestos a acatar la legalidad republicana, porque consideraban que «la religión y el orden social» se podían defender independientemente de la forma de gobierno que existiera en el país (que era algo «accidental»), y los católicos monárquicos, también llamados «catastrofistas», que consideraban que catolicismo y monarquía eran inseparables y que por tanto había que poner fin a la República, por el medio que fuese. La primera tendencia la encabezaba el propio Ángel Herrera y el joven abogado salmantino José María Gil Robles; la segunda Antonio Goicoechea, exministro monárquico.

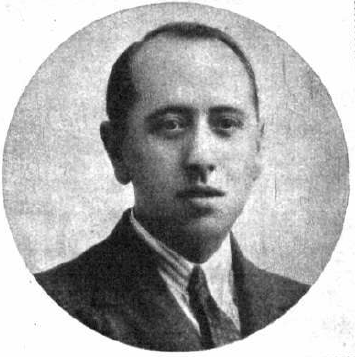
José María Gil-Robles, líder de AP.

Cuando Herrera Oria renunció a la presidencia del partido el 19 de octubre de 1931, se constituyó un comité dirigido por José María Gil-Robles, junto a Antonio Goicoechea y el conde de Vallellano. Estos eran dos destacados monárquicos y en enero de 1933 se separaron de Acción Popular para fundar Renovación Española. Las Cortes constituyentes de 1931 contaron con cinco diputados de Acción Nacional, entre ellos el diputado Ricardo Cortes Villasana, integrados en la Minoría Agraria. Seguidamente en febrero de 1933 Herrera Oria se retiró de la dirección de El Debate, con lo que Gil-Robles, que era el parlamentario de más talla entre sus correligionarios, se consagró como jefe del partido en vísperas de la constitución de la CEDA. La CEDA en las elecciones de 1933 triunfó, en coalición con Renovación Española, tradicionalistas, agrarios y en algunos distritos con los radicales y republicanos conservadores.
A pesar de estar integrado en la CEDA (y de constituir su núcleo principal), Acción Popular continuó existiendo como un partido autónomo, con su propia estructura, organización y locales. Su importancia disminuyó mucho tras el estallido de la guerra civil española, en comparación con otros movimientos políticos como la Falange o los Carlistas. Cuando el 19 de abril de 1937 el régimen de Francisco Franco hizo público su decreto por el que establecía la Falange Española Tradicionalista y de las Juntas de Ofensiva Nacional Sindicalista (FET y de las JONS), Acción Popular fue uno de los muchos partidos de la zona sublevada que automáticamente desapareció.

## Juventudes
Su organización juvenil eran las Juventudes de Acción Popular (JAP), conocidos popularmente desde inicios de 1935 bajo el nombre de "camisas verdes" (una facción de ideología fascista) . Las JAP llegaron a constituir una poderosa organización juvenil, pero después de un año y medio, en la primavera de 1936 sufrieron las consecuencias del declinar político de la CEDA y de Acción Popular, que provocó que 15.000 camisas verdes fueran expulsados de las JAP y se unieran a la Falange Española de las JONS. En julio de 1936, poco antes del estallido de la Guerra Civil, las JAP todavía disponían de 12.000 militantes.

### Pie de página
1. ↑  A History of Fascism, 1914–1945.
2. ↑  https://www.revistasmarcialpons.es/revistaayer/article/view/pasion-racional-razon-apasionada-el-primer-antiliberalismo-reacc/1350
3. ↑  
Romero Salvadó, 2013.
4. 1 2  Casanova, 2007, p. 79.
5. 1 2  Blaye, 1976, p. 27.
6. ↑  Martínez Bande, 2007, p. 39.
7. ↑  Casanova, 2007, p. 80.
8. ↑  Thomas, 1976, p. 95.
9. ↑  Beevor, 2006, p. 285.
10. ↑  Casanova, 2010, p. 70.
11. ↑  Beevor, 2006, p. 45.
12. ↑  Thomas, 2007, p. 141.